# Leucopis adelgivora
Leucopis adelgivora är en tvåvingeart som beskrevs av Tanasijtshuk 1986. Leucopis adelgivora ingår i släktet Leucopis och familjen markflugor. Inga underarter finns listade i Catalogue of Life.